# Шипуново (Шипуновский сельсовет)
Шипуно́во — село (с 1969 по 1991 год — посёлок городского типа) в Алтайском крае России. Административный центр Шипуновского района и сельского поселения Шипуновский сельсовет.

## География
Расположено в 165 км к югу от Барнаула между реками Алей (приток Оби) и Клепечиха. На последней сооружена дамба, образующая Клепечихинское водохранилище.

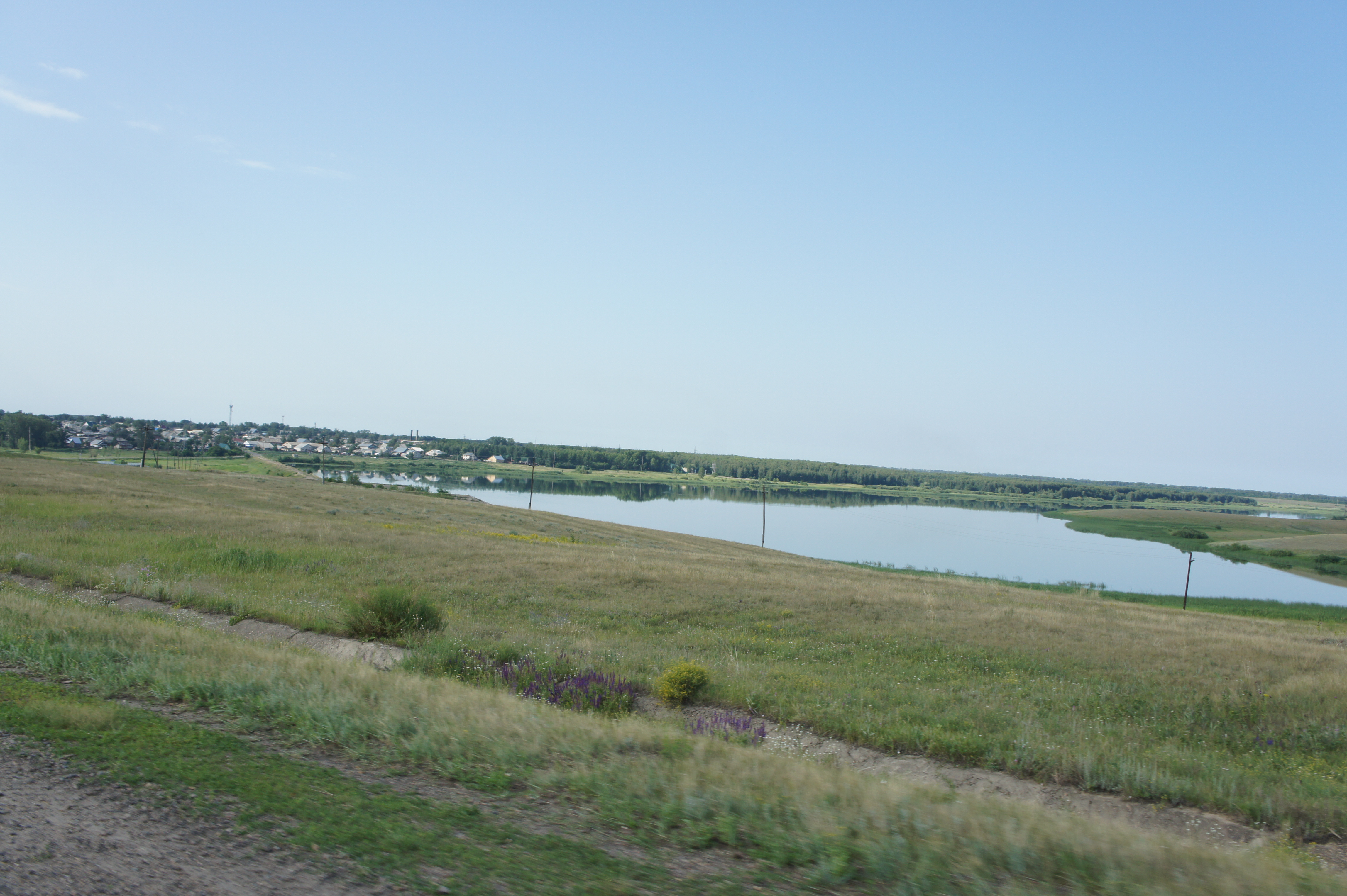
с. Шипуново. Клепечихинское водохранилище

В феврале 2012 года в Шипуново был перекрыт абсолютный температурный минимум месяца — −43.2° С, тогда как предыдущий рекордный мороз в феврале был в 1996 году −42.2° С.

## История
Основано в 1914 году как железнодорожная станция на линии Барнаул — Семипалатинск.
С 1969 по 1991 года имело статус посёлка городского типа.

## Население
| 1926    | 1939    | 1959    | 1970    | 1979    | 1989    | 1997    | 1998    | 1999    |
| ------- | ------- | ------- | ------- | ------- | ------- | ------- | ------- | ------- |
| 1915    | ↗6177   | ↗6448   | ↗6950   | ↗8088   | ↗10 418 | ↗11 038 | ↘11 029 | ↗11 034 |
| 2000    | 2001    | 2002    | 2003    | 2004    | 2005    | 2006    | 2007    | 2008    |
| ↗11 141 | ↘11 131 | ↘11 083 | ↘10 646 | ↗10 810 | ↘10 744 | ↗11 027 | ↗11 127 | ↗11 199 |
| 2009    | 2010    | 2011    | 2012    | 2013    | 2014    | 2015    | 2016    | 2017    |
| ↘11 049 | ↗12 127 | ↘12 096 | ↗12 126 | ↗12 194 | ↗12 721 | ↗13 215 | ↗13 462 | ↗13 559 |
| 2018    | 2019    | 2020    | 2021    |         |         |         |         |         |
| ↘13 297 | ↘13 040 | ↘12 859 | ↘9810   |         |         |         |         |         |

## Экономика и социальная сфера
В селе находятся элеватор, бытовые, строительные предприятия, школы, детсады и ясли (4 шт.), медицинские учреждения, ДК, библиотека, музей. 
Зерноперерабатывающее предприятие «Роса», ООО «Управление водопроводов». МУП «Шипуновский». С 2006 года работает ФКУ «ИК № 6 УФСИН России по Алтайскому краю».

## Люди, связанные с селом
- Алексеев, Анатолий Иванович  — народный художник России, действительный член Академии художеств России
- Боженко, Сергей Алексеевич — российский архитектор, писатель и художник
- Матросов, Владимир Мефодьевич — учёный, механик и математик, действительный член Академии наук
- Десятов, Петр Петрович - видный государственный деятель, сотрудник отдела планирования и координации материально-технического обеспечения подразделений Росгвардии южного округа ВНГ России, общественный деятель в области укрепления дружеских связей между Алайским и Краснодарским краями